# Milestone (компания)
Milestone Inc. — японская компания, разработчик видеоигр. Известна своими играми в жанре скролл-шутера для игровой консоли Sega Dreamcast (выпущенными после прекращения официальной поддержки консоли) и для аркадного автомата Sega NAOMI.
Компания была основана бывшими сотрудниками Compile, занимавшимися разработкой игр для NAOMI и ушедшими из Compile в основном в связи с тем, что эта компания перестала заниматься скролл-шутерами.

## Список игр
- Chaos Field — (16 декабря 2004), (NAOMI/Dreamcast/GameCube/PlayStation 2)
- Radilgy — (16 февраля 2006), (NAOMI/Dreamcast/GameCube/PlayStation 2)
- Karous — (8 марта 2007), (NAOMI/Dreamcast)
- Tank Beat — (30 ноября 2006 в Японии, 22 мая 2007), (Nintendo DS)(U.S.)
- Ultimate Shooting Collection (сборник, включающий Chaos Field, Radilgy и Karous) — (Wii)
- Heavy Armor Brigade — (2008) (Nintendo DS)
- Illmatic Envelope — (2008) (NAOMI/Wii)
- Hula Wii — (2008) (Wii)
- Radilgy Noir — (2009) (NAOMI)
- Project Cerberus — (2009) (NAOMI)